# Le Dernier Aveu
Pour les articles homonymes, voir Love Letters.
Pour plus de détails, voir Fiche technique et Distribution.
Le Dernier Aveu (Love Letters) est un téléfilm américain de Stanley Donen diffusé en 1999.

## Synopsis
Andrew Ladd, un ambitieux sénateur américain, revient sur sa vie après la mort d'une femme qu'il aimait et avec qui il avait gardé un contact par correspondance.

## Fiche technique
- Titre original : Love Letters
- Titre français : Le Dernier Aveu
- Réalisation : Stanley Donen
- Scénario : A. R.  Gurney d'après sa pièce Love Letters
- Image : Mike Fash
- Montage : Robert M. Reitano et Philip Weisman
- Distribution des rôles : Gary M. Zuckerbrod
- Direction artistique : Elis Y. Lam
- Décors : Dan Yarhi
- Décorateur de plateau : Steve Shewchuk
- Création des costumes : Vicki Graef
- Coiffures : David R. Beecroft et Anne Morgan
- Maquillage : Christine Hart
- Musique originale : Lee Holdridge
- Directeur de production : Chris Danton, Karen Frankel et Karen Thornton (non créditée)
- Producteurs exécutifs : Leonard Goldberg et Martin Starger
- Producteur associé : Howard P. Alston
- Durée : 85 min
- Pays :  États-Unis
- Genre : Drame sentimental
- Dates de diffusion :  
  - États-Unis : 12 avril 1999
  - France : 29 janvier 2002

## Distribution
- Steven Weber : Andrew Ladd
- Laura Linney (VF : Pascale Chemin) : Melissa Gardner Cobb
- Emily Hampshire : Gretchen Lasclles
- Chas Lawther : Harry
- Patrick Galligan : Charlie Jenkins
- Kirsten Storms : Teenaged Melissa
- Tim Redwine : Teenaged Andrew
- Isabella Fink : Melissa à 7 ans
- Stephen Joffe : Andy à 7 ans